# Bündelscheide
Bündelscheiden sind Gewebestrukturen in Pflanzen, welche die Leitbündel in Blättern umhüllen. Sie bestehen aus Parenchymzellen, die ohne Interzellularen, also ohne gasgefüllte Hohlräume, aneinander liegen.
Funktion der Bündelscheide ist es, den Stofftransport zwischen Mesophyll und Leitbündeln zu vermitteln. Bei Pflanzen mit C4-Photosynthese befinden sich Chloroplasten in den Bündelscheidenzellen, die einen Teil dieser speziellen Art der Photosynthese leisten.